# Neoserica harrarensis
Neoserica harrarensis är en skalbaggsart som beskrevs av Moser 1916. Neoserica harrarensis ingår i släktet Neoserica och familjen Melolonthidae. Inga underarter finns listade i Catalogue of Life.